# Ernest Sourioux
Ernest Sourioux, né le 1er janvier 1895 à Saint-Alpinien (Creuse) et mort le 20 mai 1944 au camp de concentration de Dora (Allemagne), est un homme politique français.

## Biographie
Né dans une famille d'agriculteurs à Saint-Alpinien, au lieu-dit Le Martineix.
Il poursuit des études secondaires à Aubusson avant d'obtenir son bac et d'entrer comme surnuméraire dans l'administration des finances.

### Première Guerre mondiale
Il est mobilisé en 1914. Parti comme homme du rang, il reçoit plusieurs citations et la Croix de guerre.
Il sera démobilisé en 1919 à Saint-Maixent comme lieutenant de réserve.

### Parcours au Sénégal
À son retour, il demande à être affecté dans les Douanes et choisit un poste au Sénégal, où il arrive en 1920.
Il quitte peu après l'administration, s'établissant à Dakar en tant que conseiller en sociétés anonymes.
Il fonde plusieurs sociétés de ce type dans le domaine automobile et crée, pour 50 ans, la Société de Gérance Immobilière (SAGI), première société civile immobilière du Sénégal.
Il est élu conseiller général puis devient vice-président du Conseil général du Sénégal.
Il est également vice-président de la Chambre de Commerce de Dakar.
Il est un ami proche de Blaise Diagne, issu comme lui de l'administration des Douanes, socialiste et franc-maçon, Député français et maire de Dakar, qui est son mentor en politique.

### Élection législatives de 1932
Tirant des revenus de son patrimoine immobilier sénégalais, il décide en 1932 de revenir en métropole.
Il épouse Lucie Bornet, qui lui a donné 2 enfants, et achète une propriété agricole à Seauve, sur la commune de Mérinchal, où il héberge un temps de jeunes espagnols ayant fui le franquisme.
Il y reçoit également les fils de Blaise Diagne.
Il devient membre de la Chambre d'agriculture, puis s'engage dans la vie politique creusoise à l'occasion des législatives de 1932.
S'étant vu refuser l'étiquette SFIO, il se présente aux élections législatives sous l'étiquette Républicain-socialiste défense paysanne.
Il arrive en deuxième position au premier tour, il est battu au second tour par le socialiste Camille Benassy, député sortant.

#### Résultats de l'élection législative de 1932 (Circonscription d'Aubusson)
|                | Suffrages | % des inscrits |
| -------------- | --------- | -------------- |
| Inscrits       | 18.222    |                |
| Votants        | 14.538    | 79,78          |
| Abstentions    | 3.684     | 20,22          |
| Blancs et nuls | 110       |                |
| Exprimés       | 14.428    |                |

| Candidats             | Partis politiques ou coalitions                  | Votes (premier tour) | Votes (premier tour) | Votes (second tour) | Votes (second tour) |
| Candidats             | Partis politiques ou coalitions                  | Suffrages            | %                    | Suffrages           | %                   |
| --------------------- | ------------------------------------------------ | -------------------- | -------------------- | ------------------- | ------------------- |
| Camille Benassy (Élu) | SFIO (Parti socialiste)                          | 6 332                | 43,49                | 7 439               | 51,42               |
| Ernest Sourioux       | Républicain-socialiste Défense paysanne          | 3 114                | 21,58                | 5 762               | 39,83               |
| Chaize                | Conservateur                                     | 1 374                | 9,52                 | 1 103               | 7,62                |
| Joulot                | Radical Indépendant                              | 1 350                | 9,36                 |                     |                     |
| Léon Hindermeyer      | Parti républicain, radical et radical-socialiste | 1 219                | 8,45                 |                     |                     |
| Ilbert                | SFIC (Parti communiste)                          | 615                  | 4,26                 | 162                 | 1,12                |
| Tixier                | Radical Indépendant                              | 424                  | 2,94                 |                     |                     |

### Parcours militant - L'engagement paysan contre le bolchevisme
Craignant, pour les agriculteurs, les idées collectivistes, il milite activement pour créer des comités du Front Paysan dans les cantons conservateurs de l'est du département de la Creuse.
Il fait preuve d'une activité politique importante durant les années 1937 et 1938.

### Élection législative partielle de 1939
Après avoir soutenu Auguste Chambonnet, il profite de l'entrée de celui-ci au Sénat pour revenir sur le devant de la scène politique dans la circonscription d'Aubusson.
Il se présente à élection partielle les 19 et 26 mars 1939 comme candidat d'Union républicaine de défense paysanne. La campagne est très animée face à trois adversaires.
- Hindermeyer : Radical-Socialiste modéré hostile au Front populaire, industriel aubussonais, Président de la Chambre de commerce.
- Moluçon : Socialiste et Franc-maçon éditeur du Mémorial de la Creuse journal socialiste pro-Front populaire artisan de la victoire de Benassy en 1932.
- Dumont : Communiste

Durant la campagne électorale, s'il ne se réclame pas officiellement de Dorgères, Sourioux soutient les thèmes de la Défense paysanne qu'il professe depuis son entrée sur la scène politique Creusoise : corporatisme paysan, conservatisme social et politique, antibolchevisme et hostilité au Front populaire, soupçonné de menées collectivistes.
Lors du premier tour de scrutin, Sourioux arrive nettement en tête. Il devance ses adversaires dans les communes rurales de l'est de la circonscription qu'il a particulièrement travaillées les années précédentes. Ce sont également les communes les plus conservatrices et les plus attachées à la pratique religieuse. Il est par contre devancé dans les secteurs de tradition radicale (cantons de Felletin, Chénérailles, et même Aubusson), dans les communes de tradition socialiste (Sannat, Mainsat, Nord d'Aubusson), et dans les communes où la classe ouvrière représente une forte partie de l'électorat, ou celles marquées par la présence de militants communistes actifs (Lavaveix-les-Mines, La Courtine, Crocq). Il arrive en deuxième position devançant le candidat socialiste. Les voix du Front populaire (socialistes + communistes) peuvent théoriquement permettre le succès de Moluçon au tour suivant, dans le cadre d'une triangulaire.
Ernest Sourioux est élu au second tour. Il attire manifestement l'électorat conservateur et une frange importante de l'électorat radical modéré qui s'était porté sur Hindermeyer au premier tour. Moluçon, soutenu par le candidat communiste, progresse fortement, mais pas suffisamment pour l'emporter. Hindermeyer recule très nettement perdant presque mille voix entre les deux tours de scrutin.
Résultats de la législative partielle de 1939 (Circonscription d'Aubusson) :
|                | Suffrages | % des inscrits |
| -------------- | --------- | -------------- |
| Inscrits       | 17.226    |                |
| Votants        | 12.609    | 73,20          |
| Abstentions    | 4.617     | 26,80          |
| Blancs et nuls | 129       |                |
| Exprimés       | 12.480    |                |

| Candidats            | Partis politiques ou coalitions                 | Votes (premier tour) | Votes (premier tour) | Votes (second tour) | Votes (second tour) |
| Candidats            | Partis politiques ou coalitions                 | Suffrages            | %                    | Suffrages           | %                   |
| -------------------- | ----------------------------------------------- | -------------------- | -------------------- | ------------------- | ------------------- |
| Ernest Sourioux(Élu) | Union républicaine de défense paysanne          | 4 082                | 32,71                | 5 589               | 42,08               |
| Léon Hindermeyer     | Parti Républicain Radical et Radical-Socialiste | 3 553                | 28,47                | 2 594               | 19,53               |
| Léo Moluçon          | SFIO (Parti socialiste)                         | 3 114                | 25,42                | 5 099               | 38,39               |
| Dumont               | SFIC (Parti communiste)                         | 1 588                | 12,72                |                     |                     |

### Parcours parlementaire
Il siège à la Chambre des Députés au groupe des Indépendants d'union républicaine et nationale et fait partie de la commission de l'Algérie, des colonies et des pays de protectorat.
Durant les quelques mois où il exerce son mandat, il prend part à la discussion de plusieurs projets de loi, notamment ceux portant amnistie, tendant à accorder aux mobilisés un moratoire pour le paiement du montant de leur loyer ou tendant à instituer la représentation proportionnelle pour l'élection des députés.
Il intervient également dans la fixation de la date d'une interpellation sur la tragédie de Finlande de mars 1940 et demande à interpeller le gouvernement sur les mesures que celui-ci compte prendre pour « enlever sans délai aux Allemands et aux Russes de plus en plus intimement associés dans le crime, les initiatives des opérations diplomatiques et militaires ».
La déclaration de guerre met fin à son action.

### Seconde Guerre mondiale
Mobilisé en 1939 (Infanterie coloniale), il fait partie des rares députés qui s'engagent contre la Campagne de France lancée par les nazis.
Il est fait prisonnier (Oflag IV) et ne peut, de ce fait, prendre part au vote du 10 juillet 1940, donnant les pleins pouvoirs au Maréchal Pétain.
Durant cette première captivité, il est nommé capitaine et fait membre de la Légion d'honneur.
Libéré en 1941, il rentre à Mérinchal, situé en zone libre, qui dissimule de nombreuses familles juives.
Anti-nazi autant qu'anti-communiste, ancien combattant, il voit un espoir dans le Maréchal Pétain et sa Révolution nationale. En revanche, il s'oppose à Pierre Laval, pour sa collaboration avec les Allemands.
Dans le journal La Creuse, il nomme régulièrement Laval et ses amis « le clan des ya ». Lorsque l'Allemagne entre en guerre contre l'URSS, il titre, dans ce même journal, « qu'ils se bouffent et qu'ils en crèvent ».
Une note rédigée par le préfet le présente comme faisant preuve d'un loyalisme « indiscutable » envers le peuple paysan et comme « la personnalité la plus marquante du département ».
Il mène des actions anti-nazis, comme le fait de déclarer Aubusson ville morte et prendre la tête du convoi lors de l'enterrement de deux maquisards abattus par les allemands.
Son courrier détourné apporte les preuves de sa détermination contre l'envahisseur.

### Déportation
Sur dénonciation, il est arrêté le 9 janvier 1944, à l'Hôtel de France à Aubusson.
Il est transféré à Compiègne, puis déporté par le convoi I.172 du 22 janvier 1944 au camp de concentration de Buchenwald sous le matricule 43234.
Est déporté dans le même convoi que Jules Fourrier, son ancien adversaire, député communiste et résistant, l'ironie voulant que chacun d'eux soupçonne l'autre de l'avoir dénoncé.
Il meurt à la suite d'une altercation avec un garde, au camp de Dora le 20 mai 1944.

### Mandats électifs

#### Parlementaires
- 1939-1942 : Député de la Creuse

#### Mandats locaux
- Conseiller général puis vice-président du Conseil général du Sénégal dans les années 1920.

## Sources
- « Ernest Sourioux », dans le Dictionnaire des parlementaires français (1889-1940), sous la direction de Jean Jolly, PUF, 1960 [détail de l’édition]